# Laemophloeus hilleri
Laemophloeus hilleri is een keversoort uit de familie dwergschorskevers (Laemophloeidae). De wetenschappelijke naam van de soort werd in 1877 gepubliceerd door Edmund Reitter.